# جان بک (بازیکن فوتبال)
جان بک (انگلیسی: John Beck؛ زادهٔ ۲۵ مهٔ ۱۹۵۴) بازیکن فوتبال اهل بریتانیا است.
از باشگاه‌هایی که در آن بازی کرده‌است می‌توان به باشگاه فوتبال کمبریج یونایتد، باشگاه فوتبال کویینز پارک رنجرز، باشگاه فوتبال فولام، باشگاه فوتبال ای‌اف‌سی بورنموث، و باشگاه فوتبال کاونتری سیتی اشاره کرد.